# Sonnino
Pour l'ancien ministre des Affaires étrangères italien lors des négociations du Traité de Versailles, voir Sidney Sonnino.
Sonnino est une commune italienne d'environ 7 300 habitants située dans la province de Latina, dans la région Latium, en Italie centrale.

## Administration
| Période                                  | Période  | Identité               | Étiquette | Qualité |
| ---------------------------------------- | -------- | ---------------------- | --------- | ------- |
| mai 2002                                 | En cours | Gino Cesare Gasbarrone |           |         |
| Les données manquantes sont à compléter. |          |                        |           |         |

### Hameaux
Capocroce, Cerreto, Frasso, La Sassa, Sonnino Scalo.

### Communes limitrophes
Amaseno, Monte San Biagio, Pontinia, Priverno, Roccasecca dei Volsci, Terracina.

## Personnalité
- cardinal Giacomo Antonelli (1806-1876)